# Cátedra

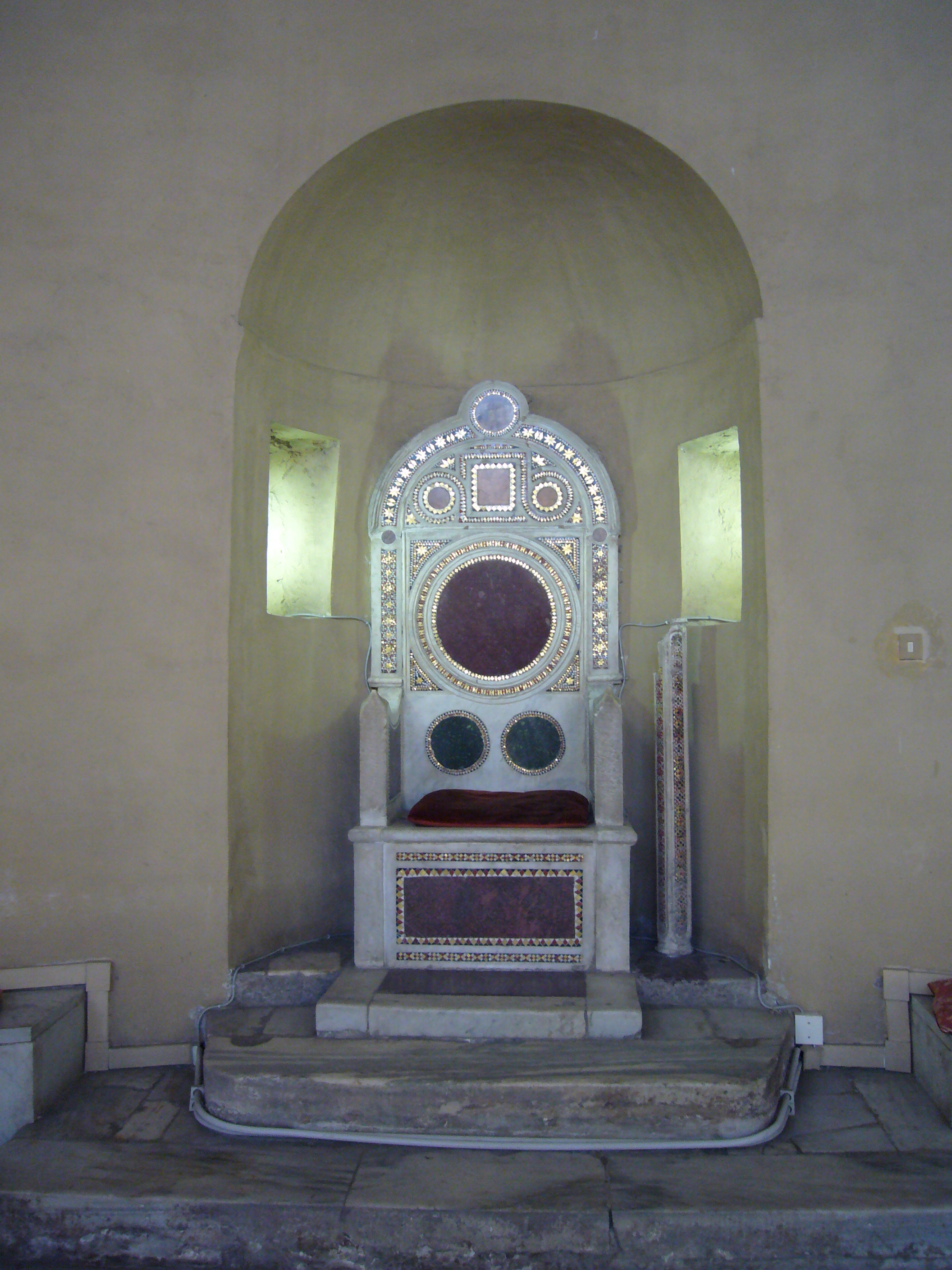
Roma, Santa Balbina. Cátedra del

La cátedra, palabra que deriva del latín cathedra, sirve para nombrar al sillón en que se sienta el obispo en los oficios litúrgicos. A lo largo de la historia, también han recibido el nombre de cátedras los confesionarios, las sillas de coro y los púlpitos.

## Religión
Se han encontrado ya cátedras episcopales en las catacumbas y se encuentran en el testero de los cubículum talladas en la misma roca y teniendo forma de sillón de brazos con respaldo. En las primeras basílicas y durante la época románica estuvo la cátedra en el fondo del ábside o de la capilla mayor levantada sobre el suelo con gradas. Ostentaba rica ornamentación formada con relieves cuando la silla era de mármol añadiéndose incrustaciones de marfil si constaba de madera. De este tipo es la cátedra del Papa en la Archibasílica de San Juan de Letrán en Roma. Al trasladarse el coro al medio de la catedral, se trasladó igualmente la cátedra del obispo aunque también se situara en el presbiterio. Desde el siglo XIV, la cubre un dosel de respeto. Del baldaquino o palio como trono de los obispos habla Inocencio III como ornamento litúrgico usado en su siglo XII. De modo que la etimología de la palabra catedral hace referencia a un templo cristiano calificado por poseer cátedras, en cuanto a que las mismas significaban y significan un rango principal de tales templos.

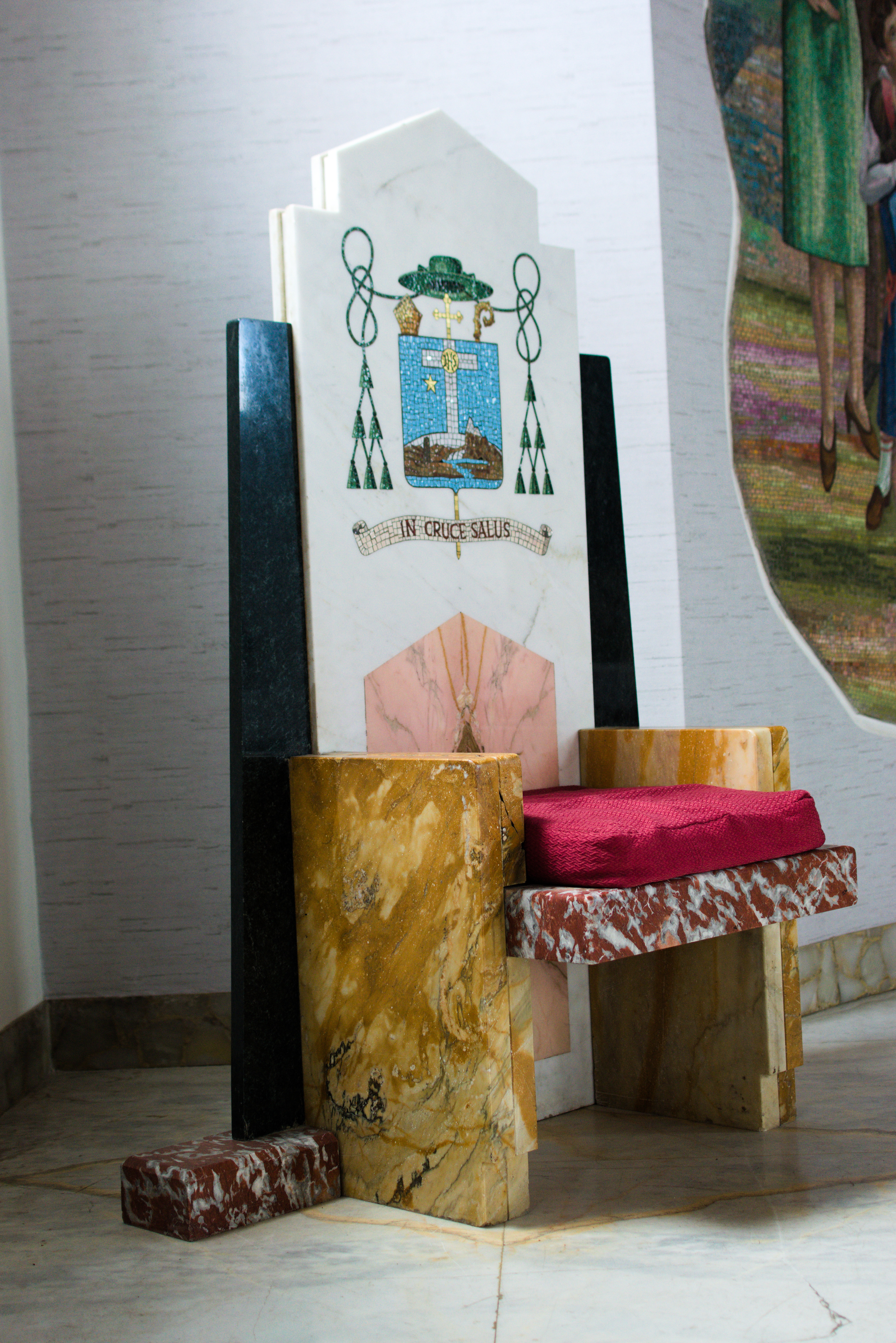
Cátedra episcopal en la capilla del Obispado de Río Gallegos, en Argentina

Con funciones y honores de cátedras se han dado también sillones movibles dispuestos unos a modo de sillas curules romanas o sillas de tijera. De esta última clase es la cátedra de San Pedro que se venera en la basílica del Vaticano dentro de un monumento en forma de enorme trono, en el ábside, y que la leyenda dice que regaló a San Pedro el senador Pudente. Otros eran sillas gestatorias con anillas laterales por donde pasaban unos fuertes barrotes horizontalmente para llevarlas sobre los hombros. De la forma curul es la silla de San Ramón, obispo de Barbastro que se guarda en la antigua catedral de Roda.
Los confesionarios pueden contarse dentro de las cátedras toda vez que antes del siglo XVI se reducían a un simple sillón con respaldo alto. La invención de la forma que tienen ahora puede atribuirse a los Padres de la Compañía de Jesús. En las catacumbas hubo confesionarios idénticos a las cátedras episcopales pues no otra cosa parece que fueran los sillones sin forma presidencial situados en algunas criptas sobre todo los del cubículum del cementerio de Santa Inés.

## Universidad
El nombre también se relaciona con la silla del profesor, que se suele colocar en una plataforma elevada directamente enfrente de los bancos de los estudiantes.
En el ámbito universitario la palabra cátedra tiene varios significados. Desde el "empleo y ejercicio del catedrático", así como el aula y el asiento elevado desde donde el profesor imparte las lecciones a sus alumnos, hasta la "materia particular que enseña un catedrático".

### Denominación
Renacimiento
En esta época las cátedras se clasificaban como cátedra de prima o cátedra de vísperas de la facultad y universidad correspondiente, por ejemplo las cátedras de prima de medicina de la  Universidad de Alcalá. La diferencia era que la cátedra de vísperas era de menor prestigio: daba clase a horas vespertinas y estaba peor retribuida. La de prima, por el contrario, era la de mayor prestigio: contaba con la ventaja de darse en las mejores horas y, sobre todo, con un sueldo muy superior (en el caso de Alcalá de Henares, la de medicina de vísperas estaba pagada con 80 ducados y la de prima con 200). Por eso era muy frecuente que los catedráticos de vísperas optasen a las vacantes de prima cada vez que se convocaban; todas las plazas se dotaban por oposición, se concedían por seis años y, una vez transcurridos, vacaban y se convocaban de nuevo, pudiéndose renovar.
Actualidad
Actualmente las cátedras se denominan según la asignatura que imparten y la universidad correspondiente. Ej.: Cátedra de Fisiología Humana de la Universidad Nacional de Córdoba.